# Кієлітас
Кієліта́с (каз. Киелітас) — село у складі Толебійського району Туркестанської області Казахстану. Входить до складу Кєлітаського сільського округу.
До 2000 року село називалось Кизил-Октябр, до нього було приєднано село Нестеровка.
Населення — 1821 особа (2021; 2006 у 2009, 322 у 1999, 348 у 1989).